# Telekommunikationsnetzbetreiber
Ein Telekommunikationsnetzbetreiber oder auch Kommunikationsnetzbetreiber (KNB) genannt, ist ein Unternehmen, das als Festnetzbetreiber oder Mobilfunknetzbetreiber ein Telekommunikationsnetz betreibt und Kommunikationsdienstebetreibern (KDB) den Zugang zu diesem Netz zur Verfügung stellt.
Ein Kommunikationsnetzbetreiber kann – muss aber nicht – gleichzeitig Kommunikationsdienstebetreiber sein. Ein Kommunikationsdienstebetreiber stellt Rufnummern für Teilnehmern im Netz eines Kommunikationsnetzbetreibers her und unterhält die Vertragsbeziehungen zum Endkunden.
Ist das Unternehmen Kommunikationsnetzbetreiber und Kommunikationsdienstebetreiber, fungiert es zugleich als Telefongesellschaft.
Klassische Telekommunikationsnetzbetreiber und -anbieter sind die (ehemals) staatlichen etablierten Telefongesellschaften wie zum Beispiel Deutsche Telekom, Telekom Austria, Swisscom, France Télécom, Telecom Italia oder BT.
Seit Beginn der Telekommunikations-Marktregulierung sind auch alternative Telefongesellschaften zugelassen, die zum Teil eigene Telekommunikationsnetze betreiben.
Durch die zunehmende Verlagerung der Telekommunikationsdienste in IP-Netze (siehe z. B. VoIP, IP Multimedia Subsystem) sind auch Internet Service Provider mit eigenem Netz als Telekommunikationsnetzbetreiber anzusehen. Dies führt derzeit zu starken Änderungen in den Rahmenbedingungen der internationalen und nationalen Regulierungsbehörden.

## Telekommunikationsnetzbetreiber in Österreich
In Österreich kann ein Kommunikationsnetz entweder mittels klassischer PSTN Zusammenschaltung oder mittels SIP Zusammenschaltung erfolgen. Als Regulierungsbehörde dient hier die RTR.
Voraussetzung ist eine direkte Zusammenschaltung mit der A1 Telekom Austria AG und in weiterer Folge eine direkte oder indirekte Zusammenschaltung mit weiteren Kommunikationsnetzbertreibern.
Eine direkte Zusammenschaltung erfolgt mittels physikalischer Verbindung zwischen den einzelnen Netzbetreibern während eine indirekte Zusammenschaltung über die direkte Zusammenschaltung der A1 Telekom Austria abgebildet wird.
Zu Unterscheiden ist hierbei auch der Terminus "indirekt" und "direkt" im Bezug auf das Routing von Anrufen. Man kann direkt Router sein, obwohl man nur indirekt mit anderen Netzbetreibern zusammengeschalten ist.
Mittels dem Routingcode können Anrufe direkt zu einem Betreiber geroutet werden. Hierfür wird im Festnetz der Routingprefix 86 verwendet. Für Mobilfunk kann das direkte Routing mittels 96ZZQQ oder 97QQZZ Kennung erfolgen.
Es wird zwischen folgenden Festnetz- und Mobilfunknetzbetreibern unterschieden.

### Festnetz-Kommunikationsnetzbetreiber
| Betreiber ID | Routingcode | Betreiber                                 | Bemerkung             |
| 1522         | 8620        | A1 Telekom Austria AG                     |                       |
| 1075         | 8622        | UniCredit Services GmbH                   |                       |
| 1121         | 8623        | Russmedia IT GmbH                         |                       |
| 1481         | 8624        | 3U Telecom GmbH                           |                       |
| 3139         | 8625        | wysiwyn Telecommunication GmbH            |                       |
| 1009         | 8626        | Finarea S.A.                              |                       |
| 1006         | 8627        | IT-Technology mbH                         |                       |
| 1553         | 8628        | Orange Business Austria GmbH              |                       |
| 2201         | 8629        | Brennercom Tirol GmbH                     |                       |
| 1027         | 8630        | MultiKom Austria Telekom GmbH             |                       |
| 2208         | 8631        | Schuster & Kyba Gesellschaft m.           |                       |
| 1123         | 8634        | WNT Telecommunication GmbH                |                       |
| 1547         | 8635        | Aplus Informationstechnologie GmbH        |                       |
| 2938         | 8636        | Netplanet GmbH                            |                       |
| 1918         | 8637        | NeoTel Telefonservice GmbH & Co KG        |                       |
| 1821         | 8638        | Competence GmbH                           |                       |
| 1330         | 8639        | nemox.net GmbH                            |                       |
| 1319         | 8640        | fonira Telekom GmbH                       |                       |
| 1048         | 8641        | Video-Broadcast GmbH                      |                       |
| 1746         | 8642        | MASS Response Service GmbH                |                       |
| 4376         | 8643        | yuutel GmbH                               |                       |
| 1074         | 8644        | LIWEST Kabelmedien GmbH                   |                       |
| 3416         | 8645        | Dialoga SA                                |                       |
| 3462         | 8647        | Tele-Tec GmbH                             |                       |
| 1981         | 8649        | aicall GmbH                               |                       |
| 1551         | 8650        | T-Mobile Austria GmbH                     | Ehemalige UPC Kennung |
| 3956         | 8652        | MCN telecom GmbH                          |                       |
| 2314         | 8653        | mieX GmbH                                 |                       |
| 1439         | 8654        | IP Austria Communication GmbH             |                       |
| 1771         | 8655        | Innosoft GmbH                             |                       |
| 3387         | 8656        | Telematica Internet Service Provider GmbH |                       |
| 1524         | 8657        | Hutchison Drei Austria GmbH               |                       |
| 1552         | 8665        | Colt Technology Services GmbH             |                       |
| 1551         | 8667        | T-Mobile Austria GmbH                     |                       |

### Mobilfunk-Kommunikationsnetzbetreiber
Es gibt in Österreich 3 physikalische Mobilfunknetzbetreiber und mit Stand April 2022 genau 6 Full MVNOs, die ihr eigenes Kommunikationsnetz im Mobilfunknetz eines MNOs betreiben.
Unabhängig davon, gibt es noch mehrere Marken, unter denen von den jeweiligen Betreibern ihre Produkte vermarktet werden.
| Betreiber ID | Routingcode | Betreiber                             | Mobilfunknetz | Bemerkung |
| 1522         | 9602        | A1 Telekom Austria Aktiengesellschaft | A1            | MNO       |
| 1524         | 9601        | Hutchison Drei Austria GmbH           | Drei          | MNO       |
| 1551         | 9603        | T-Mobile Austria GmbH                 | T-Mobile      | MNO       |
| 1746         | 9671        | MASS Response Service GmbH            | Drei          | Full MVNO |
| 2561         | 9607        | Vectone Mobile Ltd                    | T-Mobile      | Full MVNO |
| 2805         | 9608        | Lycamobile Austria Ltd                | A1            | Full MVNO |
| 3418         | 9633        | smartspace GmbH                       | Drei          | Full MVNO |
| 3555         | 9648        | MTEL Austria GmbH                     | A1            | Full MVNO |
| 3767         | 9651        | Plintron Austria Limited              | A1            | Full MVNO |